# Елизабет Вагеле
Елизабет Вагеле е американска художничка, музикантка и писателка, авторка на книги по енеаграмата на личността и типологията на Майерс-Бригс.

## Биография
Родена е на 21 май 1939 г. в Солт Лейк Сити, Юта, където живее до 10-годишна възраст, когато семейството ѝ се премества в Бъркли, Калифорния. Тя прекарва голяма част от времето си в рисуване, свирене на пиано или измисляне на истории с куклите си като дете. Музиката играе важна роля в живота ѝ, особено Бах, Бетовен, Брамс, Барток, Чарлз Мингус, Били Холидей и други класически и джаз композитори. Талантлива пианистка, тя завършва музикална композиция в Калифорнийския университет в Бъркли с бакалавърска и магистърска степен през 1961 г. В колежа частично се издържа, като свири джаз. Вагеле преподава и свири на пиано. Започва да пише книги през 1993 г. на 55-годишна възраст с приятелката си Рене Барон.
Умира на 27 март 2017 г. в Бъркли.